# توروسور
توروسور (نام علمی: Torosaurus) نام یک سرده از زیرراسته شاخ‌چهرگان است.
توروسور بزرگترین عضو خانواده سه شاخ چهرگان بوده است. این حیوان عظیم حتی از تریسراتوپس نیز بزرگ تر بود. این حیوان ۱۰ متر طول ٫ نزدیک به ۴ متر ارتفاع و ۵٬۵ تا ۱۰٬۵ تن وزن داشت. توروسور از تریسراتوپس بزرگتر بود ولی تقریباً هم وزنش بود.